# Johann Pachelbel
Johann Pachelbel, (Nürnberg, 1653. szeptember 1. – Nürnberg, 1706. március 3.) német barokk zeneszerző, orgonista. Sokan Johann Sebastian Bach egyik legfontosabb előfutárának tekintik. Bécsben, Eisenachban, Erfurtban, Stuttgartban, Gothában és Nürnbergben működött.

## Művei
Zeneszerzőként elsősorban a billentyűs hangszerekre írt zenéket, legfőképp orgonára. Kéziratban fennmaradt 95 Magnificat-fúgája, 60 orgonára írt korálja, 16 toccatája, 26 nem-liturgikus fúgája, 17 billentyűs szvitje, továbbá számos kisebb szerzeménye, kamarazenék, áriák.
Jelentősek orgonára írt korálelőjátékai, amelyek már Bach korálművészetének közvetlen előfutáraiként jelentkeznek. Orgonára írt toccatáit és chaconne-jait a német formahagyományok összefoglalása jellemzi. Fugái  Buxtehude fugaművészetének továbbfejlesztését jelentik. Orgonaművei mellett partitái, Hexachordum Apollinis, valamint  Musikalische Sterbens-Gedancken – Alle Menschen müssen sterben сímű művei jelentősek.

## Életpályája
Egy borkereskedő családjában született; 13 testvére volt. Édesapja, Johann (Hans) Pachelbel a St. Lorenz középiskolába íratta be, de hamar megmutatkozott zenei tehetsége, ezért apja két magántanárhoz, Heinrich Schwemmerhez és Georg Caspar Weckerhez küldte. Nürnbergi iskolájában magasabb képzést kapott, ennek eredményeképpen már 15 éves korában, 1669-ben az altdorfi egyetem hallgatója lett, valamint a plébániatemplomnak is ő volt az orgonistája.  Apja nem tudta tovább finanszírozni tanulmányait, ezért az egyetemet abba kellett hagynia és Regensburgba, a helyi gimnáziumba került. Mivel tanulmányi eredményei kitűnőek voltak, engedélyezték számára, hogy a középiskola mellett speciális zenei tanulmányokat folytathasson a gimnáziumon kívül. Tanára, Kaspar Prentz ismertette meg vele az olasz zenét, többek között Frescobaldi és Carissimi muzsikáját.
Prentz 1672-ben elhagyta Regensburgot, egy évvel később pedig Pachelbel is elutazott Bécsbe, ahol belemerült az olasz és délnémet katolikus zenék tanulmányozásába. Itt segédorgonista lett a Stephanskirchében Johann Kaspar Kerll mellett, akitől technikai ismeretét szerezte meg. 1677-ben visszatért a protestáns Szászországba, és a türingiai Eisenachban telepedett le, ahol kinevezték az uralkodó herceg udvari orgonistájává Daniel Eberlin kapellmeister alatt, aki nemcsak kiváló orgonista, hanem az egyik legnevesebb zeneszerző is volt.
Itt találkozott a Bach családdal; velük később is szoros volt a kapcsolata. 1680-ban Johann Ambrosius Bach felkérésére keresztapja lett leányának, Johanna Judithának. 1686-ban, hat évvel később szintén Johann Ambrosius Bach felkérésére tanította a legidősebb Bach fiút, Johann Christoph Bachot. Ohrdrufban Johann Christoph megtiltotta öccsének, hogy Pachelbel eredeti kéziratait olvassa, ezért a fiatal Bach hat hónapon keresztül minden este ellopta bátyjától a kéziratokat, és holdfénynél másolta le magának, ezért Pachelbel zenéje indirekt, de direkt módon hatott Johann Sebastian Bach zenéjére is.
1678-ban meghalt János György uralkodó herceg öccse, Szász-Jénai Bernát herceg, ami miatt több zenészt elbocsátottak, Pachelbelnek is máshol kellett munkát keresnie. Egy évvel később Erfurtban sikerült állást találnia; a protestáns Predigerkirchében orgonista lett. Ebben a tisztségben 12 évig maradt, ez alatt kétszer nősült meg. 1683-ban megjelentek a korálvariációi Musicalische Sterbens-Gedancken címmel, valamint a Musicalische Ergötzung is 1691-ben.
1690 augusztusában a dél-németországi Stuttgartban telepedett le, ahol udvari orgonista lett, Württembergi Magdaléna Szibilla hercegnő udvarában. Állása rövid idejű volt, ugyanis 1692-ben a francia invázió elől Türingiába ment, Gotha városába, ahol városi orgonista lett. 1695-ben szülővárosában, Nürnbergben meghalt mentora, Georg Caspar Wecker, így a Sebalduskirche orgonista helye is megüresedett. Pachelbelt felkérték arra, hogy töltse be a megüresedett állást, ezt 1695 júliusában elfogadta, és le is telepedett, ahol haláláig orgonált. 1699-ben ott adták ki nyomtatásban Hexachordum Apollinis című áriavariációját.
Pachelbel minden városban, ahol megfordult, tanítással is foglalkozott, a saját gyermekeit is tanította. Halála után az egyik fia, William Hieronymus vette át apja orgonista állását a Sebalduskirchében. Két másik fia, Carl Theodor és Johann Michael Amerikába emigrált 1730 körül.

## Képgaléria

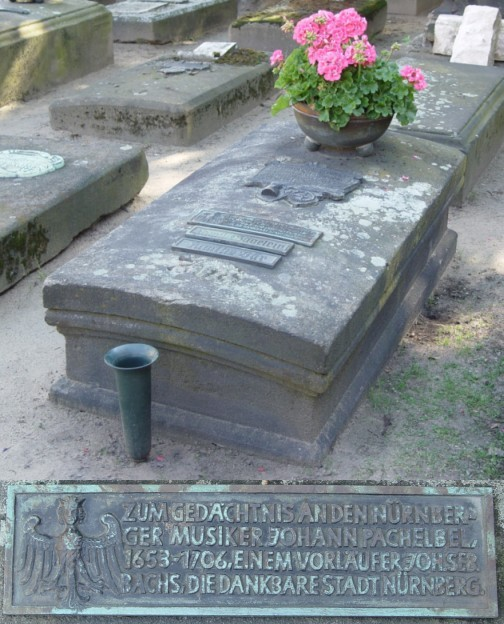
Sírja a Rochusfriedhofban
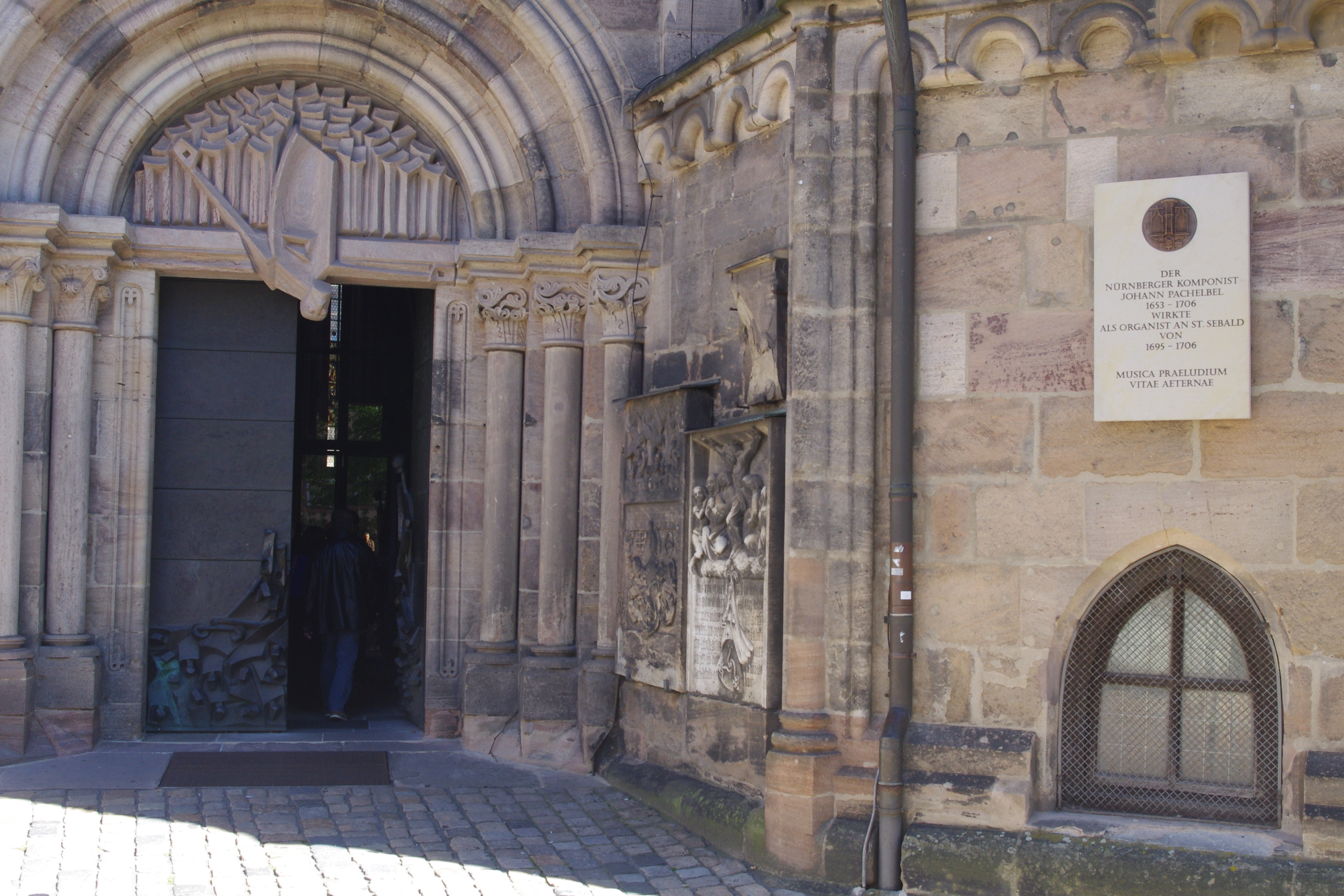
Emléktáblája a Sebalduskirche kapuja mellett

## D-dúr kánon
A D-dúr kánont Pachelbel 1680-ban írta. A kánon tartalmaz egy speciális szekvenciát, amelyet széles körben tanítanak a zeneoktatásban.

A szekvencia fokjainak számai
I, V, VI, III, IV, I, IV, V, I
Ha a szekvenciát be is akarjuk zárni, folytatni kell:
I, V, VI, III, IV, I, II, VI, IV, V, I

Kánon D-dúrban (zongora) – 2m51s